# Estação Antón Martín
Antón Martín é uma estação da Linha 1 do Metro de Madrid (Espanha).

## História
A estação foi inaugurada em 26 de dezembro de 1921.